# Alfred Bachmann (Paläontologe)
Alfred Bachmann (* 21. Dezember 1926 in Wien; † 25. Mai 2003 ebenda) war ein österreichischer Polizeibeamter und Paläontologe. 

## Leben und Wirken
Er erforschte fossile Silicoflagellaten. Septamesocena pappii wurde von ihm beschrieben. Er wurde am Inzersdorfer Friedhof bestattet.

## Dedikationsnamen
Sigurd Locker benannte 1974 die für die Wissenschaft neue Gattung Bachmannocena nach ihm. In seiner Widmung schrieb er:

„Derivatio nominis: Zu Ehren von Herrn A. Bachmann, Wien, dem verdienstvollen Erforscher der Silicoflagellaten.“

## Veröffentlichungen
- Ein Fischverlust durch Muschelembryonen. In: Die Aquarien- und Terrarienzeitschrift. Band 6, Nr. 7, 1953, S. 193 (datz.de [PDF]).
- Eine gelungene Zwerggurami-Zucht. In: Die Aquarien- und Terrarienzeitschrift. Band 7, Nr. 3, 1954, S. 55–57 (datz.de [PDF]).
- Eine neue Mesocena-Art (Silicoflagelidae) aus dem kalifornischen Eozän. In: Verhandlungen der Geologischen Bundesanstalt. 1962, S. 378–383 (zobodat.at [PDF]).
- Flagellata (Silicoflagellata). In: Catalogus Fossilium Austriae. Heft I b, Verlag der Österreichischen Akademie der Wissenschaften, Wien 1970, S. 1–28.